# Język simeku
Język simeku – język papuaski używany przez grupę ludności w prowincji Bougainville w Papui-Nowej Gwinei. Według danych z 2007 roku posługuje się nim 3 tys. osób.
Należy do rodziny języków południowej Bougainville.
Wyróżnia się dialekty: mainoki (mainoke), koopei (kopei, korpei).